# Schizomeria versteeghii
Schizomeria versteeghii är en tvåhjärtbladig växtart som beskrevs av Perry. Schizomeria versteeghii ingår i släktet Schizomeria och familjen Cunoniaceae. Inga underarter finns listade i Catalogue of Life.